# Juan de Ayguavives i Fibla
Juan Bautista de Ayguavives y Fibla (Alcanar, 24 de junio de 1766 - Ibidem 1825) fue un militar español, Coronel del ejército del Regimiento de Infantería de Alcántara y del de la Maestranza de Ronda.

## Biografía
Hijo de Ildefonso de Ayguavives y de Queralt, también natural de Alcanar, y María Teresa Fibla y de Anglés, ambos de hidalgas familias catalanas, comenzó a servir como cadete del Regimiento de la Victoria el 23 de marzo de 1787, y después sirvió en el Regimiento de Valencia. Se halló en 1789 en el asedio de Ceuta por los moros, agregado a la Artillería, distinguiéndose en varias salidas de la plaza. Fue subteniente desde marzo de 1790, y segundo teniente desde abril de 1793, y combatió durante toda la guerra contra la Convención francesa (1793-1795) en el Rosellón y en Cataluña, señalándose en la defensa de Rosas, lo que le hizo merecedor de la Cruz Laureada de San Fernando.
Primer teniente en junio de 1794, en 1802 hizo la campaña contra los ingleses al mando de una lancha cañonera. Capitán desde diciembre de 1802, pasó al Regimiento de Barcelona, y al año siguiente al Regimiento Cántabro. En 1807 participó a las órdenes del Marques de la Romana en la expedición al norte de Alemania y Dinamarca, y en 1808 logró retornar a España. Tras combatir a los franceses en Espinosa de los Monteros, ascendió a teniente coronel en octubre de 1808, y en 23 de junio de 1809 fue nombrado comandante jefe del Batallón de Voluntarios de la Maestranza de Ronda (mando que desempeñó durante tres años, cinco meses y veintiocho días).
Destacó también como militar en la Guerra de la Independencia, cuando la Real Maestranza de Caballería de Ronda, representada por Pedro de Borbón y Braganza y por el Capitán de fragata José Vasco de la Rocha, Conde de las Islas Batanes, premió su lealtad poniendo bajo su mando quinientos soldados, escuadrón que pasó a ser conocido como Batallón de Distinguidos de Ronda. Poco más tarde, en 1808, el Duque de Bailén puso a Ayguavives frente de la nueva unidad, nombrándolo comandante del nuevo Batallón el 23 de junio siguiente.
El 12 de abril de 1809 el Batallón, al mando del teniente coronel Ayguavives, pasó por Sevilla y se acantonó en La Carolina, formando parte de la División de Vanguardia al mando del general Lacy, trasladándose enseguida a Sevilla; el día 17 contaba con 389 hombres útiles.
El 19 de noviembre de 1809 resultó gravemente herido en la batalla de Ocaña y cayó prisionero, cayendo igualmente la bandera coronela en manos de los imperiales. Desde aquel día el Batallón de la Real Maestranza de Ronda quedó, de facto, disuelto. Juan de Ayguavives fue trasladado al depósito de Nancy, de donde pudo fugarse, presentándose a las autoridades militares españolas en Tarragona en abril de 1813. Promovido a coronel en diciembre de
1812, quedó agregado al Regimiento de la Princesa (1814-1815), y después al Regimiento de Valençay (1815-1819), y al Regimiento de España, quedando de cuartel en Tortosa desde 1819.
En 1814 solicitó el título de Conde del Norte,en atención a sus méritos en la dicha expedición militar al norte de Europa y   el uso de un escudo de armas personal con la estrella del norte incorporada al mismo ; y en 1819 pidió el ascenso a brigadier de Infantería [AGM, 1.ª Sección (Personal), legajo A-496. AHN, Consejos, legajo 5296, expte. 10].

## Matrimonio y descendencia
En 1818 contrajo matrimonio con Mª de las Mercedes de Vasallo y Ruiz de Roldán, natural de San Sebastián, viuda del Coronel Vicente Gómez Gayangos, e hija del Teniente General de los Ejércitos en Cuba José de Vasallo y de Aldea, Consejero del Supremo Consejo de la Guerra, y de Rita Ruiz de Roldán.Por tanto Doña Mercedes era tia carnal del IV marques de Peñaflorida y de la duquesa de Sedaví.
```
De dicha unión nacieron tres hijos;
```

- Ramona de Ayguavives y de Vasallo, quien contrajo matrimonio con Ignacio de Ramón y de Sentís.
- Juan Bautista de Ayguavives y de Vasallo, Maestrante de Granada, quien contrajo matrimonio con Isabel de León y de Ibarrola, Navarrete y Mollinedo, Marquesa de las Atalayuelas, de Guardia Real y de Zambrano, Dama Noble de María Luisa.
- Teresa de Ayguavives y de Vasallo, quien contrajo matrimonio con José Antonio de Cruells Franquesa.

- Datos: Q21003122